# Українське (Слобожанська міська громада)
Украї́нське — село (до 2010 — селище) в Україні, у Слобожанській міській громаді Чугуївського району Харківської області. Населення становить 221 осіб. Колишній орган місцевого самоврядування — Геніївська сільська рада.

## Географія
Село Українське знаходиться за 2 км від річки Сіверський Донець (лівий берег), від річки село відділяє великий лісовий масив (сосна). До Українського примикають села Геніївка і Дачне. У лісі і на березі річки багато будинків відпочинку і дитячих таборів. Поруч із селом залізнична станція Будинок Відпочинку.

## Історія
- 1680 - дата заснування.

## Економіка
- Птахо-товарна ферма.